# Epidendrum durum
Epidendrum durum är en orkidéart som beskrevs av John Lindley. Epidendrum durum ingår i släktet Epidendrum och familjen orkidéer. Inga underarter finns listade i Catalogue of Life.